# Триперстка-крихітка
Триперстка-крихітка (Ortyxelos meiffrenii) — вид сивкоподібних птахів родини триперсткових (Turnicidae).

## Поширення
Вид поширений в Африці. Трапляється в Сахелю — регіоні, що знаходиться південніше Сахари.

## Опис
Дрібний птах завдовжки 10-13 см, вагою 15-19 г. Верхня частина тіла червонувато-піщаного строкатого забарвлення. Верх голови коричневий. Надбрівна смуга біла. В очей по шиї проходить червонувато-коричнева смуга. Нижня частина світло-бежева або біла.

## Спосіб життя
Живе у посушливих і напівпосушливих районах. Трапляється, в основному, у саванах із заростями акації або чагарникової рослинності. Активний день. Годується на землі. Живиться насінням трави, термітами та іншими комахами. Сезон розмноження триває в прохолодну фазу сухого сезону між вереснем і березнем. Гніздо — звичайна ямка під купиною трави. Кладка складається з двох яєць. Яйця насиджує самець.